# Lista postaci serialu Neon Genesis Evangelion
Lista postaci serialu Neon Genesis Evangelion – spis postaci występujących w anime Neon Genesis Evangelion i filmie End of Evangelion.

## Piloci Evangelionów
- Rei Ayanami (jap. 綾波レイ Ayanami Rei)

Pierwsze Dziecko, pilot Evangeliona Jednostki 00. Jest aspołeczna i nie kontaktuje się prawie z nikim. Rei jest zimna, cicha i w ogóle nie pokazuje emocji; Asuka nazywa ją "lalką" albo "kukiełką". Jej klony, które nie mają duszy, trzymane są w ukryciu, pod budynkiem NERV-u i używane są jako "jądra" systemu Dummy Plug. Pomimo że Rei przywiązana jest tylko do Gendō, po walce z Ramielem zbliża się także trochę do Shinjiego.
Fizycznie i genetycznie, jej wygląd jest w pewien sposób ważny w serialu. Oczywiste jest, że Rei jest kompletnym przeciwieństwem Asuki, nie tylko w kwestii osobowości, ale także fizycznie. Asuka jest wylewna, bardzo emocjonalna i ma gwałtowne usposobienie; Rei jest jej przeciwieństwem we wszystkich tych cechach. Asuka ma czerwone włosy i niebieskie oczy, a Rei ma czerwone oczy i niebieskie włosy. Ta zamiana kolorów pomiędzy bohaterkami może mieć związek z tym, jak postrzegane one są przez innych a jakie są ich prawdziwe uczucia. Jednak główny projektant postaci powiedział, że koloryzacja Rei została tak dobrana aby uczynić ją "bardziej wyróżniającą się", więc zamiana kolorów może być tylko przypadkowa.
Gendō Ikari po raz pierwszy przedstawił ją załodze NERV-u jako "dziecko znajomych" którym tymczasowo się opiekuje. Książeczka wydana przez Gainax mówi, że Rei została stworzona z pozostałości po Yui, po jej śmierci w 2004 roku, co kłóci się z popularną datą jej urodzin w 2001 roku (tak twierdzi seiyū Rei). W 24 odcinku, Kaworu wspomina, że on i Rei są "tacy sami". Zdanie to było dłuższe w wersji reżyserskiej tego odcinka, w której Kaworu stwierdza, że on i Rei mają w sobie dusze odpowiednio Adama i Lilith. Pomiędzy Rei a Kaworu istnieją oczywiste podobieństwa takie jak czerwone oczy, blada cera, jasne włosy i klony obydwojga są używane w systemie Dummy Plug. Kaworu jest siedemnastym Aniołem, a Rei ukazuje Anielskie moce pod koniec serialu.
Rei umarła dwa razy; w serialu mówi "Myślę, że jestem trzecią", krótko po tym jak dokonała samozniszczenia Jednostki 00, czego nie pamięta. Pierwsza Rei umarła jako mała dziewczynka, uduszona przez dr Naoko Akagi za wyjawienie, że Gendō nazywa Naoko "bezużyteczną starą wiedźmą". Jej dusza i większość wspomnień są przenoszone do jednego z klonów za każdym razem kiedy Rei ginie. Wtedy klon zajmuje jej miejsce tak, jakby w ogóle nie umarła.
Seiyū: Megumi Hayashibara 
- Asuka Langley Sōryū (jap. 惣流・アスカ・ラングレー Sōryū Asuka Rangurē)

Drugie Dziecko, które pilotuje Evangelion Jednostkę 02. Pochodzi z Niemiec, ma amerykańskiego ojca i pół niemiecką, pół japońską matkę. Jej matka, Kyōko Zeppelin Sōryū wpadła w chorobę psychiczną po związanym z Evangelionami eksperymencie i zaczęła traktować lalkę przypominającą Asukę jak córkę, a prawdziwą Asukę ignorowała. Kyōko Zeppelin Sōryū popełniła samobójstwo tego samego dnia, kiedy Asuka została wybrana na pilota Evy. Tego dnia, Asuka obiecała sobie, że nigdy nie będzie płakać. Wydarzenie to spowodowało w niej nienawiść do wszystkich lalek i wszystkiego, co przypominało lalkę (dla niej była to Rei). Ojciec Asuki ożenił się po raz drugi z kobietą, do której Asuka nic nie czuje. Asuka ma potrzebę werbalnego, a czasem także fizycznego wyżycia się na wszystkich dookoła niej, z wyjątkiem ukochanego Kajiego (który jest byłym chłopakiem Misato i jest dwa razy starszy od Asuki) i jej jedynej przyjaciółki – Hikari. Kiedy ma lepszy dzień jest jednak wesoła i koleżeńska.
Jako pilot, Asuka bardzo boi się bycia niepotrzebną, często krzyczy na Shinjiego i Rei. Asuka mówi, że wolałaby raczej umrzeć niż zostać uratowana przez innego pilota. Jej duma oddziałuje na jej wydajność: jest obsesyjnie zazdrosna o swoje stanowisko najlepszego pilota w NERV-ie, co w końcu powoduje duży spadek poziomu jej synchronizacji. Ostatecznie Asuka traci możliwość pilotowania Evy. W jednej z końcowych walk Asuka doznaje dużego cierpienia emocjonalnego, a jej Jednostka 02 traci obie ręce i głowę. Zostaje uratowana od śmierci przez odłączenie połączeń nerwowych przez centrum dowodzenia. Jej synchronizacja spada poniżej funkcjonalnego poziomu po walce z piętnastym Aniołem, Araelem. Z powodu jej niezdolności do pilotowania Jednostki 02 Asuka zaczyna uważać się za bezużyteczną i wpada w depresję. Jest trzymana pod obserwacją w szpitalu NERV-u aż do wydarzeń w End of Evangelion.
W End of Evangelion, Asuka zostaje uratowana przed zamordowaniem przez personel NERV-u, który umieścił ją w środku Evangeliona i wysłał do jeziora 70 metrów pod powierzchnią wody. Asukę budzą odgłosy walki i pomimo jej wcześniejszych uczuć o byciu niepotrzebną, walczy i w ciągu trzech minut niszczy dziewięć Evangelionów wyprodukowanych na zlecenie SEELE.
W drugiej części tetralogii Rebuild of Evangelion, EVANGELION:2.0 You Can (Not) Advance nazwisko Sōryū zostało zmienione na Shikinami.
Seiyū: Yūko Miyamura 
- Shinji Ikari (jap. 碇シンジ Ikari Shinji)

Trzecie Dziecko; pilotuje Jednostkę 01. Jest synem Gendō Ikariego i zmarłej Yui Ikari. Porzucony przez ojca w dzieciństwie, Shinji zawsze ucieka od trudnych sytuacji. Jako pilot szybko wpada w panikę i źle reaguje na niespodziewane zdarzenia. Przez czas kiedy mieszka razem z Misato, uczy się bycia mniej tchórzliwym, bardziej otwartym i pewnym siebie, ale jego postępy zostają zniweczone kiedy jest zmuszony zabić osobę, która jako jedyna oprócz jego matki, powiedziała, że go kocha. Jego koledzy to Tōji i Kensuke, ale dużą uwagę zwraca na Rei chociaż sam nie zdaje sobie całkowicie z tego sprawy. Pomimo jego zainteresowaniem Rei, to Asuka pociąga go seksualnie. To ona daje mu pierwszy pocałunek (niby z nudów, jednak wersja reżyserska wyjaśnia, że ten pocałunek znaczył dla Asuki więcej niż dała po sobie pokazać) i na początku End of Evangelion, to nad ciałem Asuki (kiedy dziewczyna jest w śpiączce, lub tylko udaje stan nieświadomości) Shinji masturbuje się. Asuka jest z nim także na plaży na końcu filmu w prawdopodobnej aluzji do biblijnej historii o Adamie i Ewie.
Seiyū: Megumi Ogata 
- Tōji Suzuhara (jap. 鈴原トウジ Suzuhara Tōji) to Czwarte Dziecko. Tōji to twardy chłopak, stereotypowy "twardziel"; jest w stałym konflikcie z Asuką. Siostra Tōjiego została ranna po walce trzeciego Anioła, Sachiela z Jednostką 01 pilotowaną przez Shinjiego Ikari. Z tego powodu Tōji uderza Shinjiego za pośrednią odpowiedzialność. Jednak kiedy zdaje sobie sprawę jak Shinji cierpi pilotując Evę, zaczyna go lubić i zostają przyjaciółmi.

Tego samego dnia kiedy Tōji zostaje pilotem, Jednostka 03, jego Evangelion, zostaje przejęta przez trzynastego Anioła, Bardiela, i zniszczona przez Jednostkę 01, która była wtedy pod kontrolą Dummy Plugu. Tōji zostaje ciężko ranny (traci nogę) kiedy jego Entry Plug zostaje zmiażdżony. W mandze Tōji wtedy ginie.
Seiyū: Tomokazu Seki 
- Kaworu Nagisa (jap. 渚カヲル Nagisa Kaworu)

Piąte Dziecko i siedemnasty Anioł, Tabris. Został on wysłany do NERV-u przez SEELE, oficjalnie jako zastępczego pilota Jednostki 02 (po tym jak poziom synchronizacji Asuki spada poniżej funkcjonalności), a w sekrecie jako siedemnastego Anioła, żeby znalazł Adama i rozpoczął Projekt Dopełnienia Ludzkości. Kaworu szybko nawiązuje porozumienie z Shinjim; jako jedyny ze wszystkich postaci oferuje mu bezinteresowną przyjaźń, jest też jedyną osobą (poza Yui), która wyznaje Shinjiemu miłość. Kaworu pokazuje swoją naturę Anioła, kiedy razem z telekinetycznie sterowaną Jednostką 02 wchodzi na najniższy poziom Terminal Dogma, aby powrócić do Adama i wywołać Trzecie Uderzenie. Kiedy odkrywa, że znajduje się tam Lilith, a nie Adam, zdaje sobie sprawę z tego, że popełnił błąd i prosi Shinjiego o zabicie go. Po śmierci w 24 odcinku Kaworu nie ukazuje się aż do zdarzeń w End of Evangelion gdzie występuje podczas Trzeciego Uderzenia.
Seiyū: Akira Ishida 

## Personel NERV-u
- Gendō Ikari (jap. 碇ゲンドウ Ikari Gendō) to komendant NERV-u. Jest on odpowiedzialny za badania nad Evangelionami, Rei Ayanami i również za Projekt Dopełnienia Ludzkości. Jest ojcem Trzeciego Dziecka, Shinjiego Ikari i opiekunem Rei. Jego wcześniejsze nazwisko to Rokubungi, ale zmienił je na Ikari po ślubie z Yui. Na początku serialu jest on jedyną osobą, która nawiązała jakikolwiek kontakt z Rei Ayanami. Wraz z rozwojem wydarzeń w anime, ukazane jest jego ogromna miłość do zmarłej żony i jego za wszelką cenę dążenie do założonego celu.

Seiyū: Fumihiko Tachiki 
- Kōzō Fuyutsuki (jap. 冬月コウゾウ Fuyutsuki Kōzō) – Profesor biologii z Uniwersytetu Kioto, jest Zastępcą Komendanta Gendō w NERV-ie. Nauczał utalentowaną Yui Ikari i wpłacił kaucję z przebywającego w areszcie Gendō. Z początku był przeciwieństwem Gendō, nazywając go "nieprzyjemnym gościem". Yui jednak uważała Gendō za miłą osobę. Fuyutsuki najwyraźniej czuł do Yui coś więcej niż tylko przyjaźń.

Po tym jak w 2003 roku Fuyutsuki zagroził Gendō ujawnieniem prawdy na temat Drugiego Uderzenia, Ikari zaprowadził go do Central Dogma i pokazał nieukończoną Jednostkę 00. Gendō kusił Kōzō, żeby przyłączył się do niego i "tworzył nową przyszłość dla ludzkości, razem z nim". Fuyutsuki zgodził się i zaczął pomagać Gendō.
Pomimo że Fuyutsuki wcześniej nie lubił Gendō, jasne jest, że była to najbliższa osoba Ikariego, na której mógł zawsze polegać. Yui zawsze wierzyła, że ci dwaj ludzie zostaną przyjaciółmi. Zaraz przed przeobrażeniem się w LCL podczas Dopełnienia, Fuyutsuki widzi obraz Yui, która pojawia się i przesuwa się w jego kierunku by go objąć.
Seiyū: Motomu Kiyokawa 
- Misato Katsuragi (jap. 葛城ミサト Katsuragi Misato)

odpowiedzialna za strategię w NERV-ie, najpierw ma stopień kapitana, a potem awansuje na Majora. Przygarnęła Shinjiego, bo nie chciała, żeby mieszkał sam. Misato była podczas Drugiego Uderzenia ze swoim ojcem, przewodniczącym ekspedycji na Antarktydę. Przed śmiercią, ojciec umieścił czternastoletnią Misato w ochronnej kapsule, co uratowało jej życie. Ma głęboką bliznę na klatce piersiowej i przestała się odzywać po tych wydarzeniach na kilka lat. Pomimo wdzięczności ojcu za uratowanie jej, przyznaje, że czuje do niego także nienawiść z powodu jego pracy i zaniedbywania jej. Zawsze nosi na sobie krzyżyk, który założył jej ojciec przed swoją śmiercią.
Kiedy po kilku latach zaczęła się odzywać, bardzo się zmieniła. Zaczęła być bardzo rozmowna i towarzyska. Ritsuko mówiła nawet, że Misato mówiła tyle, jakby chciała nadrobić stracony czas. Pogorszenie jej samopoczucia nastąpiło po śmierci Kajiego, jedynej osoby, którą kochała. Misato bardzo przejmuje się pilotami Evangelionów, czasem nawet zastępuje Shinjiemu matkę. Film End of Evangelion pokazuje również związek pomiędzy nią a Shinjim w innym świetle. W jednej ze scen filmu Misato całuje Shinjiego i mówi, że kiedy wróci, "zrobią resztę". Przez wepchnięcie Shinjiego do Windy, Misato ratuje mu życie i zaraz potem umiera wskutek wcześniejszego postrzału podczas szturmu na siedzibę NERV.
Seiyū: Kotono Mitsuishi 
- Ritsuko Akagi (jap. 赤木リツコ Akagi Ritsuko) to główny naukowiec NERV-u. Córka Naoko Akagi (twórczyni superkomputerów MAGI) jest samotną, zimną i inteligentną kobietą przywiązaną do swoich kotów i całkowicie pochłoniętą przez swoją pracę. W ukazywanych wspomnieniach, pokazywana jest po Drugim Uderzeniu jako jedna z najlepszych przyjaciółek Misato. Ritsuko ma także dobre stosunki z Kajim, i żartobliwie z nim flirtuje. Jest ona naturalnie brunetką, jednak farbuje włosy na blond. Tylko ona, Gendō i Fuyutsuki, są osobami całkowicie znającymi budowę i naturę Evangelionów i prawdziwy cel Projektu Dopełnienia. Podobnie jak Gendō, a nie tak jak Misato, Ritsuko jest zdolna poświęcić pilotów Evangelionów jeśli sytuacja tego wymaga. W późniejszych odcinkach pokazane jest, że Ritsuko była zakochana w Gendō. Poczuła się przez niego zdradzona, kiedy zdała sobie sprawę, że on tylko używał jej jako narzędzia, co odzwierciedla losy jej własnej matki. Ritsuko mszcząc się, zniszczyła system Dummy Plug Rei. Została zastrzelona na końcu End of Evangelion, kiedy próbowała dokonać samozniszczenia GeoFrontu, w próbie zatrzymania Gendō przed wywołaniem Trzeciego Uderzenia. Nie udało jej się to, ponieważ Kacper, trzeci superkomputer MAGI zawierający osobowość Naoko Akagi jako kobiety, odmówił wykonania polecenia. Została zastrzelona przez Gendō Ikariego.

Seiyū: Yuriko Yamaguchi 
- Ryōji Kaji, będąc specjalnym inspektorem NERV-u, potajemnie pracuje dla SEELE badając prawdziwe intencje NERV-u. Nazywany jest zawsze po nazwisku – Kaji. Podczas pobytu na uniwersytecie prowadzi związek z Misato, a po długiej przerwie, widzą się znowu dopiero, kiedy przypływa do Japonii z Asuką i Jednostką 02. Kiedy powraca do głównej kwatery NERV-u, Kaji i Misato przypominają sobie czasy swojego romansu, i po okresie wzajemnych złośliwości, Misato mówi mu, że zerwała z nim tylko dlatego, że za bardzo przypominał jej ojca. Kaji został ostatecznie zastrzelony przez nieznanego sprawcę. Tożsamość zabójcy nie zostaje ujawniona. Manga sugeruje, że to komendant Ikari zastrzelił Kajiego.

Seiyū: Kōichi Yamadera 
- Makoto Hyūga (jap. 日向マコト Hyūga Makoto) jest porucznikiem w NERV-ie i informatykiem. Przypomina nerda, czyta mangę podczas przerw w pracy, jest jednak sumienny w wykonywaniu swoich obowiązków. Podczas Dopełnienia w filmie End of Evangelion Lilith ukazuje mu się pod postacią Misato, kiedy chce go pozbawić Pola AT.

Seiyū: Hiro Yuuki 
- Maya Ibuki (jap. 伊吹マヤ Ibuki Maya) – jest porucznikiem w NERV-ie i informatyczką. Pracuje głównie z Ritsuko Akagi. Jej głównym zadaniem podczas walk Evangelionów jest ciągłe monitorowanie poziomu synchronizacji pilotów i wysyłanie różnych komend jednostkom w sytuacjach wyjątkowych. Podczas Dopełnienia Lilith ukazuje się jej pod postacią Ritsuko, kiedy chce jej pozbawić Pola AT.

Seiyū: Miki Nagasawa 
- Shigeru Aoba (jap. 青葉シゲル Aoba Shigeru) jest porucznikiem w NERV-ie i informatykiem. Jest metalowcem, nihilistą, gra na gitarze (czasami można go zobaczyć jak wyobrażając sobie grę na gitarze rusza palcami). Podczas Dopełnienia, Lilith zmusza go do zniszczenia Pola AT siłą.

Seiyū: Takehito Koyasu 
- Kyōko Zeppelin Sōryū (jap. 惣流・キョウコ・ツェッペリン Sōryū Kyōko Tsepperin) – matka Asuki, była kluczowym naukowcem w niemieckim oddziale GEHIRNu (który został później przemianowany na trzeci oddział NERV-u) i projektowaniu Jednostki 02, pierwszej Jednostki Produkcyjnej. Po przeprowadzeniu eksperymentu kontaktowego z Jednostką 02, rozpoczęła się jej choroba psychiczna i została ona umieszczona w szpitalu psychiatrycznym. Jej mąż miał romans z lekarką Kyōko, co ostatecznie doprowadziło do popełnienia przez Kyōko samobójstwa w 2005 roku. Podczas pogrzebu Kyōko, lekarka już została macochą Asuki. Dusza Kyōko została uwięziona w Jednostce 02 w rezultacie eksperymentu, pomimo że jej ciało pozostało nienaruszone.

Seiyū: Maria Kawamura 

## Personel GEHIRN-u
- Naoko Akagi (jap. 赤木ナオコ Akagi Naoko) – była matką Ritsuko, twórczynią systemu superkomputerów MAGI i głównym naukowcem GEHIRNu. Komputery MAGI zostały oparte na trzech aspektach jej osobowości: Naoko jako naukowiec (Melchior), Naoko jako matka (Baltazar), Naoko jako kobieta (Kacper). Te trzy moduły są w ciągłym konflikcie, ale razem potrafią podjąć dobre dla NERV-u i rządu decyzje. Naoko była przez pewien czas w związku z Gendō, który krótko wcześniej stracił żonę. Jednak kiedy Rei I nazwała ją "starą wiedźmą" twierdząc, że Gendō Ikari często ją tak nazywa, Naoko zrozumiała, że Gendō tylko wykorzystuje ją i gra na jej uczuciach. W przypływie złości Naoko udusiła Rei I i zaraz po tym popełniła samobójstwo.

Seiyū: Mika Doi 
- Yui Ikari – Niewiele jest powiedziane o historii Yui w anime, ale według gry PS2 "Neon Genesis Evangelion 2", jej ojciec był członkiem SEELE, co wyjaśnia dlaczego miała poparcie tej organizacji. Wstąpiła do Laboratorium Sztucznej Ewolucji GEHIRNu w Hakone w Japonii i odegrała ważną rolę w Projekcie E. Jej mężem jest Gendō Ikari. Dawczyni duszy dla Jednostki 01.

Seiyū: Megumi Hayashibara 

## Inne postaci
- Przewodniczący SEELE Keel Lorenz (jap. キール・ローレンツ) – przewodniczący SEELE. Jego najbardziej charakterystyczną cechą jest noszona przez niego futurystyczna osłona na oczy. Rzadko pokazuje się w anime, również bardzo mało zostało o nim powiedziane. Prawdopodobnie ma duże wpływy w ONZ. Jego ciało składa się z wielu sztucznych części, co zostało pokazane kiedy obraca się w LCL.

Seiyū: Mugihito 
- Kensuke Aida (jap. 相田ケンスケ Aida Kensuke) – geek, interesuje się wojskiem, jest najlepszym kolegą Tōjiego. Chodzi do klasy razem z Shinjim, Rei, Tōjim, Asuką i Hikari, i jest jednym z kandydatów na pilota Evy. Jego hobby to rozbijanie namiotu w otaczających Tokio-3 górach i bawienie się w wojnę. Kensuke stał się przyjacielem Shinjiego po tym jak Shinji zabrał jego i Tōjiego do swojego Entry Plugu podczas walki z Shamshel. Kensuke cały czas marzy o byciu pilotem Evangeliona. Prosi Shinjiego, żeby użył swoich wpływów w NERV-ie, żeby pomóc mu spełnić swoje marzenia. Kensuke korzysta z przywilejów jakie nadaje mu przyjaźń z pilotem Evy; jest obecny podczas transportu Jednostki 02. Tak jak Tōji, Kensuke ma słabość do Misato Katsuragi.

Seiyū: Tetsuya Iwanaga 
- Hikari Horaki (jap. 洞木ヒカリ Horaki Hikari) – przewodnicząca klasy Shinjiego i innych kandydatów na pilotów Evangelionów. Jest zakochana w Tōjim, jednak nie jest w stanie wyznać mu swoich uczuć. Jest przyjaciółką Asuki.

Seiyū: Junko Iwao 
- Pen Pen, lub Pen² (ペンペン) – pingwin szczotkoczuby z wysokim ilorazem inteligencji. Według mangi, jest on rezultatem genetycznych eksperymentów przeprowadzanych przez ojca Misato. Misato wzięła go do siebie, chcąc go uchronić przed zabiciem. Mieszka w lodówce, lubi brać gorące kąpiele, je wszystko co się mu poda. Można go także zobaczyć jak czyta gazety lub ogląda telewizję.